# إلين هورن
إلين هورن (بالنرويجية البوكمول: Ellen Horn)‏ هي سياسية وممثلة نرويجية، ولدت في 1 فبراير 1951 بمونتريال في كندا.

## وصلات خارجية
- إلين هورن على موقع IMDb (الإنجليزية)
- إلين هورن على موقع ألو سيني (الفرنسية)
- إلين هورن على موقع ميوزك برينز (الإنجليزية)
- إلين هورن على موقع أول موفي (الإنجليزية)
- إلين هورن على موقع قاعدة بيانات الأفلام السويدية (السويدية)
- إلين هورن على موقع قاعدة بيانات الفيلم (الإنجليزية)
- إلين هورن على موقع كينوبويسك (الروسية)